# Mišići (Bośnia i Hercegowina)
Mišići (cyr. Мишићи) – wieś w Bośni i Hercegowinie, w Republice Serbskiej, w gminie Milići. W 2013 roku liczyła 329 mieszkańców.